# Pityranthe trichosperma
Pityranthe trichosperma är en malvaväxtart som först beskrevs av Elmer Drew Merrill, och fick sitt nu gällande namn av Kubitzki. Pityranthe trichosperma ingår i släktet Pityranthe och familjen malvaväxter. Inga underarter finns listade i Catalogue of Life.